# Morti nel 1266
| Questa pagina contiene informazioni ricavate automaticamente dalle voci biografiche con l'ausilio del template Bio e di un bot. L'aggiornamento è periodico e automatico e ricostruisce completamente la pagina. Se manca una persona in questa lista, sei pregato di non aggiungerla, ma accertati piuttosto che la sua voce biografica contenga il template Bio e che i dati anagrafici siano correttamente compilati. Se il template Bio manca, inseriscilo tu stesso o, in alternativa, metti l'avviso {{tmp\|Bio}} che ne segnala la mancanza. Se i dati riportati sono sbagliati, correggi direttamente la voce biografica; le modifiche saranno visibili in questa lista entro pochi giorni. Per chiarimenti vedi il progetto biografie. La lista contiene solo le 28 persone che sono citate nell'enciclopedia e per le quali è stato implementato correttamente il template Bio. Pagina aggiornata al 10 ago 2025. |

- 6 gennaio - Walther van Keppel, militare olandese (n. 1194)
- 11 gennaio - Świętopełk II di Pomerania, nobile polacco
- 29 gennaio - Paganino della Torre, nobile italiano
- 31 gennaio - Tiso VII da Camposampiero, condottiero e politico italiano
- 26 febbraio - Manfredi di Sicilia, sovrano italiano (n. 1232)
- 26 febbraio - Riccardo di Lauria, nobile italiano
- 17 marzo - Pierre de Montreuil, architetto francese
- 24 marzo - Bernardo di Botone, giurista italiano
- 4 aprile - Giovanni I, nobile (n. 1213)
- 18 aprile - Amadio degli Amidei, santo italiano
- 27 maggio - Elisabetta di Brunswick-Lüneburg, principessa (n. 1230)
- 4 agosto - Oddone di Borgogna, conte di Nevers, nobile (n. 1230)
- 21 ottobre - Birger Magnusson, politico svedese (n. 1210)
- 29 ottobre - Margherita di Babenberg, nobile austriaca
- 3 dicembre - Enrico III di Slesia, nobile polacco
- Abu Hafs Omar al-Murtada, califfo berbero
- Giordano d'Agliano, generale italiano
- Andronico II di Trebisonda (n. 1240)
- Arig Bek, condottiero e generale mongolo
- Berke, condottiero mongolo
- Pinamonte da Brembate, religioso italiano (n. 1200)
- Margaret de Lacy, nobile britannica
- Mu'ayyad al-Din al-'Urdi, astronomo arabo
- Ruggero di Puglia, monaco cristiano e scrittore italiano (n. 1205)
- Luca Savelli, politico italiano (n. 1190)
- Beatrice di Savoia, nobile (n. 1206)
- Shibani Khan, sovrano e condottiero mongolo
- Ugo di Châlon, nobile francese (n. 1220)